# Wieża widokowa Ranzinger
Wieża widokowa Ranzinger (węg. Ranzinger-kilátó) – wieża widokowa zlokalizowana na szczycie Csúcsos (374 m n.p.m.) wznoszącym się na wschód od miasta Tatabánya (w jego granicach administracyjnych) na Węgrzech. 

## Historia
Okolice Tatabánya mają długotrwałe tradycje górnicze. W lutym 1978 wybuch w kopalni zabił 26 górników pracujących w szybie XII/A kopalni Vadorzó. Zwłoki sześciu z nich nigdy nie zostały odnalezione. Wieża widokowa jest przebudowana z dawnej górniczej wieży wyciągowej szybu numer XII/A. Otwarto ją dla turystów w 1980. We wrześniu 2008, po gruntownym remoncie, zabezpieczeniu i wzmocnieniu konstrukcji, w Dzień Górnika zmieniono nazwę obiektu na Ranzinger (na cześć zmarłego inżyniera górnictwa Vince'a Ranzingera, dyrektora górniczego Węgierskiego Generalnego Przedsiębiorstwa Górnictwa Węglowego, który wspierał rozwój lokalnego górnictwa dzięki licznym pomysłom racjonalizatorskim, wynalazkom i innowacjom technicznym).
Metalowa wieża ma 30 metrów wysokości i wyposażona jest w 156 stopni.
Panorama z wieży obejmuje na południowym zachodzie bloki w Tatabányi, a na północnym zachodzie Öreg-tó w Tata z zamkiem na jego brzegu. Widoczne są też Vértesszőlős i dalej Komárom, na południu zaś Leo, a na południowym wschodzie Óbarok. Na północnym wschodzie widać lasy Gerecse, a na południu posąg Turula. 
U podstawy wieży znajdują się dwie kamienne tablice pamiątkowe, w tym ku czci Vince'a Ranzingera.

## Turystyka
W pobliżu znajduje się jaskinia Selim, tarasy widokowe, via ferrata wśród skał, posąg Turula oraz Centrum Turystyczne Gerecse Kapuja Látogatóközpontot.
Do wieży prowadzi czerwony szlak pieszy oraz szlak rowerowy Bányászati emlék (oba z Tatabányi).